# Sorry, Baby
Pour plus de détails, voir Fiche technique et Distribution.
Sorry, Baby est un film  dramatique américain écrit et réalisé par Eva Victor et sorti en 2025. Le film est produit par Barry Jenkins.
Eva Victor a également un rôle principal, aux côtés de Naomi Ackie et Lucas Hedges.

## Synopsis
Le film raconte l'histoire d’Agnès, une jeune femme ayant subi un traumatisme. Elle se réfugie dans son amitié avec Lydie et un lien indéfectible entre les deux jeunes femmes lui permet d’aller de l’avant.
La réalisatrice propose un délicat récit de survie. 

## Fiche technique
- Titre original : Sorry, Baby
- Réalisation : Eva Victor
- Scénario : Eva Victor
- Photographie : Mia Cioffi Henry
- Montage : Randi Atkins, Alex O'Flinn
- Musique : Lia Ouyang Rusli
- Costumes : Emily Costantino
- Production : Adele Romanski, Mark Ceryak, Barry Jenkins
- Sociétés de production :
- Société de distribution : Wild Bunch (France)[1]
- Pays de production : États-Unis
- Langue originale : anglais
- Format : couleur
- Genre : drame
- Durée : 104 minutes
- Dates de sortie[2] :
  - États-Unis : 27 janvier 2025
  - France : 23 juillet 2025[1]

## Distribution
- Eva Victor : Agnes
- Naomi Ackie : Lydie
- Louis Cancelmi : Decker
- Kelly McCormack : Natasha
- Lucas Hedges : Gavin
- John Carroll Lynch : Pete
- Alison Wachtler : Clerk
- Hettienne Park : Eleanor Winston
- Celeste Oliva : Sophie

## Production
Le film est écrit et réalisé par Eva Victor et produit par Adele Romanski, Mark Ceryak et Barry Jenkins.
Eva Victor fait également partie du casting principal qui comprend Naomi Ackie, Lucas Hedges, John Carroll Lynch, Louis Cancelmi et Kelly McCormack.
Le tournage principal a eu lieu à Ipswich, dans le Massachusetts, en mars 2024. On aperçoit la première église de la commune dans une des séquences du film, depuis Green Street.
Sa première a eu lieu au Festival de Sundance 2025.

## Distinctions

### Récompenses
- Festival du film de Sundance 2025[6],[7] : prix Waldo-Salt du scénario pour Eva Victor[8]
- Seattle Film Critics Association 2025 : prix du long métrage

### Nominations et sélections
- Festival de Cannes 2025 : Quinzaine des cinéastes, Caméra d'or et Queer Palm
- Festival du film de Sundance 2025 : grand prix du jury
- Festival international du film de Seattle 2025 : Golden Space Needle
- Festival du film de Sydney 2025 : Sydney Film Prize
- Astra Midseason Movie Awards 2025 : 2e meilleure actrice pour Eva Victor, meilleur scénario et meilleur photographie